# لیلیان واتسون (شناگر)
لیلیان واتسون (به انگلیسی: Lillian Watson) (زادهٔ ۱۱ ژوئیهٔ ۱۹۵۰) شناگر اهل ایالات متحده آمریکا است.